# Biñan

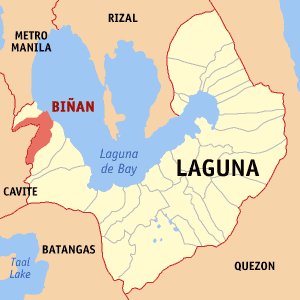
Biñans läge i Laguna

Biñan är en stad i Filippinerna som ligger i provinsen Laguna i regionen CALABARZON. Den hade 262 735 invånare vid folkräkningen 2007. Kommunen är indelad i 24 smådistrikt, barangayer, varav samtliga är klassificerade som urbana.